# Gelderse derby
Voetbalwedstrijden tussen Vitesse uit Arnhem en N.E.C. uit Nijmegen worden omschreven als de Gelderse derby. Waar wedstrijden tussen Vitesse, N.E.C., De Graafschap en in het verleden FC Wageningen als de Derby's van het Oosten worden omschreven, geldt de naam de Gelderse derby enkel voor een N.E.C - Vitesse. In het boek De Derby van Menno Pot wordt de wedstrijd omschreven als meest intense van Nederland: 
"Het diepe gevoel van vijandschap dat bij N.E.C - Vitesse in de lucht hing, voelde ik bij geen enkele andere derby."
De wedstrijd is sinds 1916 122 keer officieel gespeeld. 42 keer won Vitesse, de wedstrijd eindigde 36 keer gelijk en N.E.C. won 44 keer.

## Geschiedenis
De eerste competitiewedstrijd tussen Vitesse en NEC werd gespeeld op 18 maart 1923 in Nijmegen. Vitesse won die wedstrijd met 1–2 door twee doelpunten van Gerrit Langeler. Van het seizoen 1894/1895 tot en met het seizoen 1899/1900 speelde Vitesse in een wit tenue met een diagonale blauwe baan, verwijzend naar de stadskleuren van Arnhem. Op 27 augustus 1900 werd in de bestuursvergadering besloten de clubkleuren te wijzigen in geel en zwart. Toenmalig voorzitter Chris Engelberts stelde deze wijziging voor met als argument dat Vitesse zich bij de beste clubs van Gelderland mocht scharen en zij in de Gelderse hoofdstad gevestigd was, waardoor zij ook het recht zou hebben om de kleuren van Gelderland te mogen dragen. Door de rivaliteit zijn er in het verleden rellen geweest en in de recente edities werd het duel in de hoogste risicocategorie ingedeeld, met bijbehorende maatregelen en politie-inzet. Voor de jaren negentig was er vooral sprake van animositeit. In mei 1993 werd De Goffert door Vitesse gebruikt om twee thuiswedstrijden te spelen. Op 16 mei tegen Feyenoord (1-1) en op 23 mei tegen PSV (0-1). Op laatstgenoemde wedstrijd kwamen ruim 20.000 toeschouwers af. De rivaliteit ontstond echt pas bij de opkomst van Vitesse in de jaren 80 en 90 onder leiding van Karel Aalbers, die niet naliet te melden dat in de regio slechts plaats was voor één club. De Nijmeegse aanhang hekelde dat de rivaal uit Arnhem met overheidsgeld gesteund werd, in de vorm van clubsponsoring door de provinciale energieleverancier PGEM (en het latere Nuon) en medefinanciering in stadion GelreDome van de provincie Gelderland. Uit protest werden de Nijmeegse stadionlampen voor een wedstrijd tijdelijk gedoofd, door toenmalig voorzitter Henk van de Water.
Nadat Vitesse in 2007/'08 schulden moest afkopen middels een crediteurenakkoord zijn de verhoudingen verscherpt; ook de buitenlandse overname van Vitesse in 2010 droeg hieraan bij. Recent dieptepunt was in het seizoen 2011/'12 met rellen tussen NEC-aanhang en de politie in Nijmegen. Tijdens de play-offwedstrijd in Arnhem in datzelfde seizoen moest NEC-doelman Babos eraan te pas komen om het uitpubliek tot kalmte te brengen dat een veiligheidsdeur had geforceerd om uit het uitvak te breken. Voor de gemeenten Arnhem, Nijmegen en de politie waren de ongeregeldheden een reden om voor de eerstvolgende ontmoeting (in het seizoen 2012/'13, Vitesse - NEC) te dreigen om voortaan geen uitpubliek meer toe te staan bij de onderlinge wedstrijden, als het nog één keer tot ongeregeldheden zou komen. Dit leidde tot woede onder de Vitesse-aanhang, dat zich niet schuldig voelde aan de recente ongeregeldheden. De wedstrijd verliep rustig, mede door de 4–1 winst voor Vitesse, en dus bleven fans van beide clubs voorlopig welkom bij uitwedstrijden.
In 2021 ging het voor en tijdens het duel helemaal fout. Het begon met een zwaargewonde in Arnhem een dag voor de wedstrijd door gevechten tussen aanhangers van beide clubs. Op wedstrijddag was het de gehele wedstrijd onrustig in het Goffertstadion. Na de wedstrijd belaagden vele tientallen relschoppers de politie met stenen, stokken en vuurwerk. Agenten en politiepaarden raakten gewond. Een politiebus werd gesloopt. Het bestuur van N.E.C. en burgemeester Bruls noemden de gebeurtenissen "een schande voor de stad.” Bruls stelde onder meer dat de relschoppers een levenslang stadion- en omgevingsverbod moesten krijgen. Bij de editie in Arnhem waren er geen uitsupporters welkom.
De rivaliteit leidde ook tot meer ludieke acties over en weer. Toen NEC in mei 2014 degradeerde uit de Eredivisie plaatsten Arnhemse fans op de Nijmeegse Waalbrug een bordje met: Eredivisievoetbal, nog vijftien kilometer. Bij het kampioenschap in de Jupiler League van NEC een jaar later stuurden aanhangers van NEC een vliegtuigje boven Arnhem en GelreDome met daarachter een spandoek: We're back, See you soon.

## Statistieken

#### Grootste overwinningen
Met drie of meer doelpunten verschil:
Vitesse
- 1977/'78: 0–3, Eredivisie
- 1989/'90: 0–4, Eredivisie
- 1989/'90: 2–5, oefenduel
- 1992/'93: 0–3, oefenduel
- 1999/'00: 5–1, Eredivisie
- 2012/'13: 4–1, Eredivisie
- 2021/'22: 4–1, Eredivisie
- 2022/'23: 1–4, Eredivisie

NEC
- 1941/'42: 9–2, oefenduel
- 1945/'46: 3–0, KNVB beker
- 1946/'47: 7–1, Eerste klasse Oost
- 1947/'48: 1–4, Eerste klasse Oost
- 1947/'48: 3–0, Eerste klasse Oost
- 1963/'64: 4–1, Tweede divisie B
- 1978/'79: 4–1, Eredivisie
- 1984/'85: 0–4, Eerste divisie
- 2000/'01: 4–1, Eredivisie
- 2023/'24: 0–3, Eredivisie

#### Uitslagen en statistieken (vanaf 1915)
| Wedstrijden | Wedstrijden              | Wedstrijden | Wedstrijden | Wedstrijden | Wedstrijden | Wedstrijden | Wedstrijden | Wedstrijden | Wedstrijden |
| Competitie | Competitie               | W           | VIT         | G           | NEC         | DVIT        | DNEC        |             |             |
| --- | ------------------------ | ----------- | ----------- | ----------- | ----------- | ----------- | ----------- | ----------- | ----------- |
| VIT | Eredivisie               | 62          | 25          | 17          | 20          | 80          | 67          |             |             |
| NEC | Eerste divisie           | 14          | 2           | 6           | 6           | 18          | 27          |             |             |
| NEC | Tweede divisie           | 4           | 0           | 1           | 3           | 3           | 9           |             |             |
| NEC | Eerste klasse            | 8           | 1           | 1           | 6           | 9           | 23          |             |             |
| VIT | Tweede klasse            | 4           | 2           | 1           | 1           | 7           | 5           |             |             |
| NEC | KNVB beker               | 5           | 0           | 2           | 3           | 3           | 9           |             |             |
| VIT | Play-offs / nacompetitie | 6           | 4           | 1           | 1           | 9           | 4           |             |             |
| NEC | TOTAAL                   | 103         | 34          | 29          | 40          | 129         | 144         |             |             |
| W - wedstrijden; VIT - overwinningen Vitesse; G - gelijkspel; NEC - overwinningen NEC; DVIT - doelpunten Vitesse; DNEC - doelpunten NEC |                          |             |             |             |             |             |             |             |             |
| Bijgewerkt op 7 april 2024 |                          |             |             |             |             |             |             |             |             |

Laatste tien edities:
| Wedstrijd     | Seizoen | Datum      | Uitslag   | Competitie |
| ------------- | ------- | ---------- | --------- | ---------- |
| Vitesse - NEC | 2023/24 | 07-04-2024 | 0–3 (0–0) | Eredivisie |
| NEC - Vitesse | 2023/24 | 01-10-2023 | 1–3 (1–1) | Eredivisie |
| NEC - Vitesse | 2022/23 | 16-04-2023 | 1–4 (0–2) | Eredivisie |
| Vitesse - NEC | 2022/23 | 15-01-2023 | 0–0 (0–0) | Eredivisie |
| Vitesse - NEC | 2021/22 | 27-02-2022 | 4–1 (0–0) | Eredivisie |
| NEC - Vitesse | 2021/22 | 17-10-2021 | 0–1 (0–1) | Eredivisie |
| Vitesse - NEC | 2016/17 | 02-04-2017 | 2–1 (0–0) | Eredivisie |
| NEC - Vitesse | 2016/17 | 23-10-2016 | 1–1 (0–1) | Eredivisie |
| NEC - Vitesse | 2015/16 | 03-04-2016 | 2–1 (1–0) | Eredivisie |
| Vitesse - NEC | 2015/16 | 29-11-2015 | 1–0 (0–0) | Eredivisie |

## Wissels van club
De lijst met spelers die voor zowel Vitesse als NEC hebben gespeeld, is niet heel lang, maar er staan wel bekende namen tussen als Chris van der Weerden, Peter Wisgerhof, Willem Korsten, Patrick Pothuizen, Jhon van Beukering, Navarone Foor en Wilfried Bony. Die laatste doorliep de jeugdopleiding van Vitesse en stond tussen 2000 en 2003 onder contract bij de Arnhemmers. Tussen 2007 en 2010 kwam Van Beukering uit voor NEC. Patrick Pothuizen begon zijn profcarrière bij Vitesse om vervolgens de overstap (via FC Dordrecht) naar Nijmegen te maken. Daar speelde de verdediger zes jaar, om vervolgens weer terug te keren naar Arnhem.
| Speler                         | Bij Vitesse     | Duels (goals) | Bij NEC                   | Duels (goals) |
| ------------------------------ | --------------- | ------------- | ------------------------- | ------------- |
| Leo Beerendonk                 | 1963-64         | 33 (13)       | 1964-65                   | 3 (0)         |
| Hans Verhagen                  | 1965-68         | ? (?)         | 1962-63                   | 32 (29)       |
| Ben Zweers                     | 1967-68         | 13 (3)        | 1963-65                   | 59 (38)       |
| Ben Werts                      | 1970-72         | 30 (2)        | 1962-70                   | 244 (45)      |
| Ben Gerritsen                  | 1970-72         | 54 (13)       | 1972-77                   | 129 (3)       |
| Willy Melchers                 | 1970-72         | 37 (1)        | 1977-78                   | 8 (1)         |
| Ben Hulshoff                   | 1972-76         | ? (?)         | 1976-78                   | 52 (4)        |
| Dick Mulderij                  | 1975-80         | 159 (5)       | 1980-84                   | 88 (4)        |
| Ad Mellaard                    | 1976-80         | 126 (4)       | 1967-76                   | 258 (11)      |
| Herman Gerdsen                 | 1976-83         | 93 (39)       | 1973-76                   | 39 (6)        |
| Wim Meijers                    | 1977-80 1981-83 | 138 (13)      | 1966-70 1974-77           | 111 (11)      |
| Frans Koenen                   | 1984-86         | 48 (8)        | 1976-80                   | 52 (1)        |
| Wilco Klop                     | 1984-86         | 61 (1)        | 1986-88                   | 51 (2)        |
| Eugène Marijnissen             | 1985-86         | 18 (1)        | 1972-80                   | 220 (36)      |
| Harry Schellekens              | 1985-88         | 47 (0)        | 1970-83                   | 254 (1)       |
| Frans Thijssen                 | 1988-91         | 87 (1)        | 1970-73                   | 77 (9)        |
| Marlon Keizer                  | 1988-92         | 4 (0)         | 1990-91                   | 5 (0)         |
| Bart Latuheru                  | 1989-96         | 191 (27)      | 1997-02                   | 136 (7)       |
| Patrick Pothuizen              | 1992-94 2000-01 | 22 (3)        | 1994-00 2004-10           | 341 (26)      |
| Willem Korsten                 | 1993-99         | 78 (12)       | 1992-93                   | 4 (0)         |
| Chris van der Weerden          | 1994-95         | 31 (3)        | 1990-94                   | 92 (5)        |
| Patrick Ax                     | 1998-99         | 1 (0)         | 2000-04                   | 104 (9)       |
| Peter Wisgerhof                | 1999-00         | 18 (0)        | 2000-09                   | 312 (17)      |
| Jhon van Beukering             | 2000-03         | 49 (8)        | 2007-09                   | 47 (15)       |
| Gino Coutinho                  | 2005-06         | 1 (0)         | 2018                      | 2 (0)         |
| Youssouf Hersi                 | 2005-07         | 69 (15)       | 2002-04                   | 61 (19)       |
| Jasar Takak                    | 2007-08         | 23 (1)        | 2005-06                   | 21 (2)        |
| Jeroen Drost                   | 2008-12         | 53 (0)        | 2008                      | 5 (1)         |
| Giovanni Gravenbeek            | 2009-10         | 9 (0)         | 2014-15                   | 26 (0)        |
| Brahim Darri                   | 2011-15         | 5 (1)         | 2018-19                   | 2 (0)         |
| Navarone Foor                  | 2016-20         | 82 (9)        | 2011-16                   | 167 (17)      |
| Roy Beerens                    | 2018-20         | 23 (3)        | 2007                      | 14 (2)        |
| Wilfried Bony                  | 2011-13         | 77 (58)       | 2022                      | 2 (0)         |
| Oussama Tannane                | 2019-22         | 50 (12)       | 2022-23                   | 25 (6)        |
| Trainer                        | Bij Vitesse     | Duels (goals) | Bij NEC                   | Duels (goals) |
| Leen Looyen                    | 1982-84         | n.v.t.        | 1974 1978-81 1987-91 1997 | n.v.t.        |
| Patrick Greveraars (assistent) | 2012-13         | n.v.t.        | 2022-heden                | n.v.t.        |
| Bestuurder                     | Bij Vitesse     | Duels (goals) | Bij NEC                   | Duels (goals) |
| Ted van Leeuwen                | 2010-13         | n.v.t.        | 2021-heden                | n.v.t.        |

## Overige derby's
Een andere rivaal van Vitesse en N.E.C. is De Graafschap uit Doetinchem; de onderlinge wedstrijden staan bekend als de kleine Gelderse derby en kunnen beladen zijn. Deze derby leeft over het algemeen meer bij de supporters van De Graafschap dan bij de andere twee.